# أوتو فيلهلم سوندر
أوتو فيلهلم سوندر (بالألمانية: Otto Wilhelm Sonder)‏ (و. 1812 – 1881 م) هو عالم نبات من ألمانيا .
توفي في هامبورغ ، عن عمر يناهز 69 عاماً.